# 제2차 체첸 전쟁
제2차 체첸 전쟁(러시아어: Вторая чеченская война)은 체첸 독립파와 러시아 연방 및 친러시아계 체첸 세력 사이에 발생하고 있는 전쟁이며 1999년 8월 26일 발발하였다.
일반적으로 소련 붕괴 직후부터 1996년까지 계속 된 전쟁을 제1차 체첸 전쟁이라 하고, 1999년에 발발한 전쟁을 제2차 체첸 전쟁으로 분류하고 있다.
2008년 기준으로, 과격파 지도자가 살해 되는 등 반군 세력이 약화되고 있지만 아직도 소규모의 테러 사건은 발생하고 있어 전쟁이 계속되고 있다. 그러나 현재로선 거의 끝났다고 볼 수 있다. 말그대로 반은 끝나고, 반은 끝나지 않은 상태이다.

## 경과

### 제2차 체첸 전쟁의 시작
러시아로부터의 독립을 목표로 한 1차 체첸 전쟁은 1996년에 끝이 났다. 1997년 5월에는 새 평화 협정을 체결해 러시아와 체첸 공화국은 5년간의 정전을 합의했다. 이 조약으로 체첸은 러시아 정부로부터 사실상 독립하게 되었다. 하지만 평화 조약 이후 새롭게 구성된 체첸 정부는 구심점을 찾지 못하고 분열되어 있었다. 이 와중에 1999년 8월 7일, 샤밀 바사예프가 이끄는 와하비즘 이슬람교 원리주의 무장세력 1,000명을 이끌고 다게스탄 공화국 국경을 침범해 일부 마을을 점령하는 사건이 일어났다. 또 동시에 모스크바의 아파트가 폭파되는 테러사건이 발생해 백명이 넘는 사망자가 발생되었다. 9월 23일 러시아 정부는 체첸에 대한 전면 공습을 개시해 1차 체첸 전쟁의 종식 이후 최초로 체첸의 수도인 그로즈니의 TV 송신센터, 공항, 병원, 정유시설을 파괴하였다. 러시아군은 다게스탄 내 반군 소멸에 주력하던 중 모스크바 아파트 연쇄 폭탄 테러로 300여 명이 사망하면서 테러 배후로 체첸 반군을 지목하여 전면적인 공습 결정을 내리면서 평화조약은 무효로 돌아가게 되었다.

### 그 이후
- 러시아군과 체첸 반군간의 치열한 전투는 이듬해 2월초까지 지속되었다.
- 2월 4일 러시아군이 그로즈니를 장악하면서 체첸 2차 전쟁은 한시적인 중지단계에 접어들게 되었다. 러시아군은 이전 기갑부대를 시가지에 밀어 넣었다가 RPG와 저격수에 의해 뼈아픈 손실을 입었던 것을 교훈삼아 기화폭탄으로 도시 전체를 불바다로 만들어 버린 후 그로즈니를 장악하였다.
- 그로즈니에서 물러나 남부산악지대에 거점을 마련한 수천명의 체첸반군은 러시아를 상대로 전투를 벌였으며, 러시아군은 특수부대와 내무부 소속 부대를 동원, 이들과 전투를 벌였다.
- 체첸 반군은 게릴라전 이외에도 도시테러/자살테러 등으로 대치하여 상당수의 사상자가 지속적으로 발생하였다.
- 체첸사태는 블라디미르 푸틴이 성장하는 계기가 되었다.

## 2차 체첸 전쟁 관련 사건

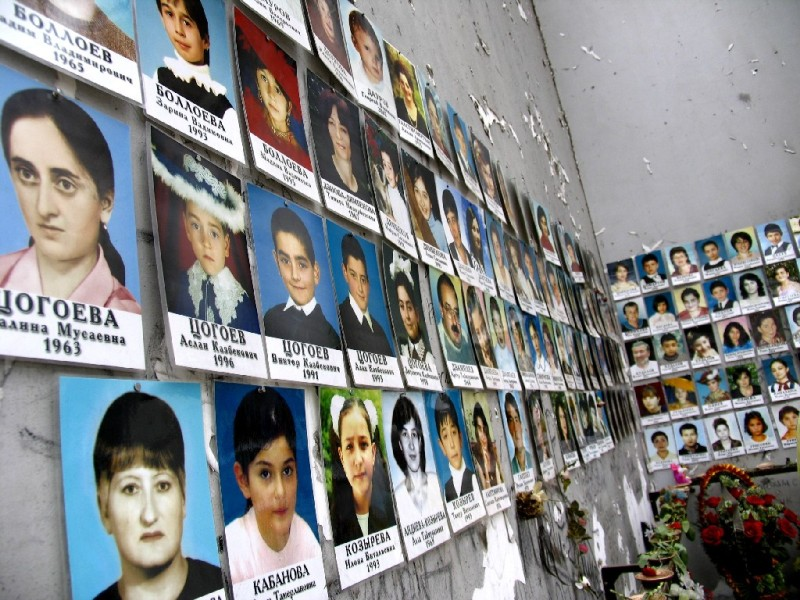
2004년 북오세티야 공화국 베슬란 학교 점거 사건 희생자 사진

1차 체첸 전쟁에서 큰 피해를 입은 러시아는 2차 전쟁 때 전술을 수정했다. 러시아는 체첸 반군이 민족주의적인 세력과 이슬람 원리주의적인 세력으로 나뉘었음을 알고, 민족주의 세력을 앞세워 친러시아계 정부를 수립하였다. 이에 따라 체첸 반군 조직 또한 두 파로 분할되었다. 러시아군은 친러 성향의 체첸군의 도움을 받아 산악 지대를 점령할 수 있었으며, 그 결과 2차 체첸 전쟁은 러시아군의 승리로 끝났다.
체첸 반군은 러시아에 테러 전술로 대응하였다. 사밀 바사예프를 비롯한 원리주의파는 중동이나 아프가니스탄 등지에서 온 무자헤딘으로부터 지원을 받아 러시아를 상대로 테러를 벌였다. 2004년 베슬란 인질 사태로 체첸 반군의 이미지를 악화시켰다. 당시 체첸 대통령인 아슬란 마스하도프는 이 사건에 반대하였으나, 결국 러시아군의 강경 진압을 막지 못하였다. 현재 체첸 반군의 거점 조직인 캅카스 에미레이트는 러시아 정부를 비롯해 국제 연합, 미국, 유럽 연합 등으로부터 이슬람 원리주의 테러 단체로 지목되고 있다.

### 2002년
- 모스크바 극장 인질극 사건 - 169명 사망
- 체첸공화국 수도 그로즈니 정부 청사 폭파 사건- 72명 사망

### 2003년
- 체첸 공화국 북서부 행정 청사 폭파 사건- 60명 이상 사망
- 모스크바 야외 콘서트장 폭파 사건 - 15명 사망

### 2004년
- 모스크바 지하철 폭파 사건 - 41명 사망
- 그로즈니 전승기념식장을 폭파 사건- 아흐마트 카디로프 체첸 공화국 대통령 등 30명 살해
- 인구시 공화국 내무부 등을 습격 사건- 약90명 사망
- 모스크바발 여객기 동시 폭파 사건 - 80명 이상 사망
- 모스크바 지하철역 부근 폭파 사건 - 약10명 사망
- 북오세티야 공화국의 베슬란 학교 인질 사태 - 322명 사망

### 2005년
- 카바르디노발카르 공화국 수도 날치크 동시 습격 사건

## 같이 보기
- 제1차 체첸 전쟁